# The Eternal Flame
The Eternal Flame is een Amerikaanse dramafilm uit 1922 onder regie van Frank Lloyd. Het scenario is gebaseerd op de roman La Duchesse de Langeais (1835) van de Franse auteur Honoré de Balzac. Destijds werd de film in Nederland uitgebracht onder de titel Het eeuwige vuur.

## Verhaal
De kokette hertogin van Langeais speelt met vuur door generaal de Montriveau uit de dagen. Hij is dolverliefd op haar, maar hij vernedert haar uiteindelijk voor de ogen van heel Parijs door haar af te wijzen. Later vindt hij de hertogin terug.

## Rolverdeling
| Acteur          | Personage                    |
| --------------- | ---------------------------- |
| Norma Talmadge  | Hertogin van Langeais        |
| Adolphe Menjou  | Hertog van Langeais          |
| Wedgwood Nowell | Markies van Ronquerolles     |
| Conway Tearle   | Generaal de Montriveau       |
| Rosemary Theby  | Madame de Serizy             |
| Kate Lester     | Prinses van Vlamont-Chaurray |
| Tom Ricketts    | Vidame de Pameir             |
| Otis Harlan     | Abbé Conrand                 |
| Irving Cummings | Graaf van Marsay             |
| Juanita Hansen  |                              |